# (19809) Nancyowen
(19809) Nancyowen (2000 SC86) – planetoida z pasa głównego asteroid okrążająca Słońce w ciągu 3,54 lat w średniej odległości 2,32 j.a. Odkryta 24 września 2000 roku.